# Niels Gade
Niels Wilhelm Gade (Kopenhagen 22 februari 1817 – aldaar, 21 december 1890), in zijn land algemeen aangeduid als Niels W. Gade, was een Deens componist, violist en dirigent. Hij trouwde in 1852 met Emma Sophia Hartmann, dochter van de componist Johan Peter Emilius Hartmann (1805-1900) en zuster van de componist Emil Hartmann (1836-1898). Nadat zij in 1855 gestorven was, hertrouwde hij in 1857 met Mathilde Staeger.

## Levensloop

### Jeugd
Niels W. Gade werd geboren in Kopenhagen en kreeg vioollessen van zijn vader, die instrumentenmaker en later viool- en gitaarbouwer was. Pas vanaf zijn vijftiende was er geld om elders lessen te volgen en een jaar later trad hij voor het eerst als solist op. Als violist kreeg hij een aanstelling bij de Hofkapel. Met componeren begon hij enige tijd later. Als componist was Gade autodidact.
Zijn opus 1 is de ouverture Efterklange af Ossian (1840), waarmee hij in Kopenhagen een eerste prijs in een compositiewedstrijd won en die zijn meest uitgevoerde werk zou blijven. Het ontstond in een periode waarin Schotse onderwerpen in de muziek hevig in de mode waren (vergelijk Ludwig van Beethoven en Felix Mendelssohn Bartholdy). Koning Christian VIII beloonde de jonge componist met een beurs, waardoor hij naar Duitsland en Italië kon reizen.

### Leipzig
Spoedig volgde de eerste van zijn acht symfonieën, die men in Kopenhagen niet wilde uitvoeren, maar die zeer gunstig werd ontvangen door Mendelssohn, toen dirigent van het Gewandhausorchester in Leipzig. Het werk werd aan Mendelssohn opgedragen en die dirigeerde in 1843 de première in Leipzig. Ook Robert Schumann prees de Deen en sloot vriendschap met hem. In 1844 werd Gade aangesteld als tweede dirigent van het Gewandhausorchester en ging hij doceren aan de Muziekacademie van Leipzig. Die stad kon in die jaren worden beschouwd als de muzikale hoofdstad van de Duitse landen. Gade kreeg er erkenning als de briljante minstreel uit het noorden. In 1847 volgde hij Mendelssohn na diens plotselinge dood op als chef van het Gewandhausorchester, waardoor zijn internationale roem snel steeg.

### Kopenhagen
In 1848 was Gade door politieke ontwikkelingen - tussen Pruisen en Denemarken was de Eerste Duits-Deense Oorlog uitgebroken om de Sleeswijk-Holsteinse kwestie - genoopt naar Denemarken terug te keren. Daar kreeg hij in 1850 de leiding van de Musikforeningen te Kopenhagen en ging hij allengs meer centrale functies in het Deense muziekleven bekleden (waaronder in 1861 aan het Koninklijke Hof). Hij speelde een sleutelrol in de opbloeiende Deense muziek, was organist en dirigeerde Deense premières van onder meer de Matthäus-Passion en Beethovens negende symfonie. Ook gaf hij les - aan onder meer Halfdan Kjerulf, Victor Bendix en Asger Hamerik - en schreef hij kritieken. Vanaf 1876 kreeg hij een koninklijk pensioen. Op 21 december 1890 overleed Gade te Kopenhagen.

## Werken
Naast de genoemde acht symfonieën (waarvan de eerste en de vierde als de sterkste gelden en de vijfde een pianopartij heeft) schreef Gade een vioolconcert, liederen, ouvertures, piano-, orgel- en kamermuziek. Opera ontbreekt in zijn overigens veelzijdige oeuvre. Koorballaden vormen een opvallend onderdeel van zijn werk. Dit verhalende, seculiere oratorium werd in de negentiende eeuw een buitengewoon populair genre, gegeven de opkomst van de burgerlijke muziekbeoefening die tot de oprichting van diverse koren leidde. Van de zes meest uitgevoerde koorballaden van die tijd was er een van Gade: Elverskud (Erlkönigs Tochter, 1854), naar de noordse legende, waarvan Gades verklanking - ondanks de Deense tekst - direct in heel Europa populair werd. Het is ook de enige van de zes die tot op heden repertoire heeft gehouden (de overige zijn vier werken van Schumann en Schön Ellen van Max Bruch, destijds de nummer één, maar al deze stukken zijn vrijwel vergeten. Gades vele andere koorballaden delen dat lot).
Stilistisch staat Gade onder duidelijke invloed van Mendelssohn en in mindere mate Schumann en Johannes Brahms. Zelf heeft Gade op zijn beurt de componisten van zijn eigen land en van heel Scandinavië beïnvloed, zoals Edvard Grieg. De aanvankelijk grote invloed van de Scandinavische folklore op zijn thematiek nam later af ten gunste van een internationalere, in de praktijk vooral Duitse stijl. Hij nam zelfs een sceptische houding aan tegenover de nationaal-romantische school. Andersom keerde Grieg, die steeds meer streefde naar een nationale Noorse muziek, zich tegen "het slappe scandinavisme van Niels Gade".
Critici waarderen tegenwoordig vooral zijn vroege werk, dat oorspronkelijker is dan het latere. Het geldt als lyrisch, melodisch en door en door romantisch.

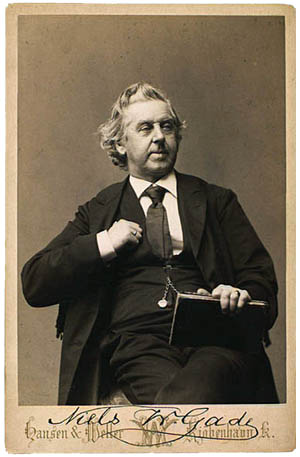
De oudere Gade (jaartal onbekend)
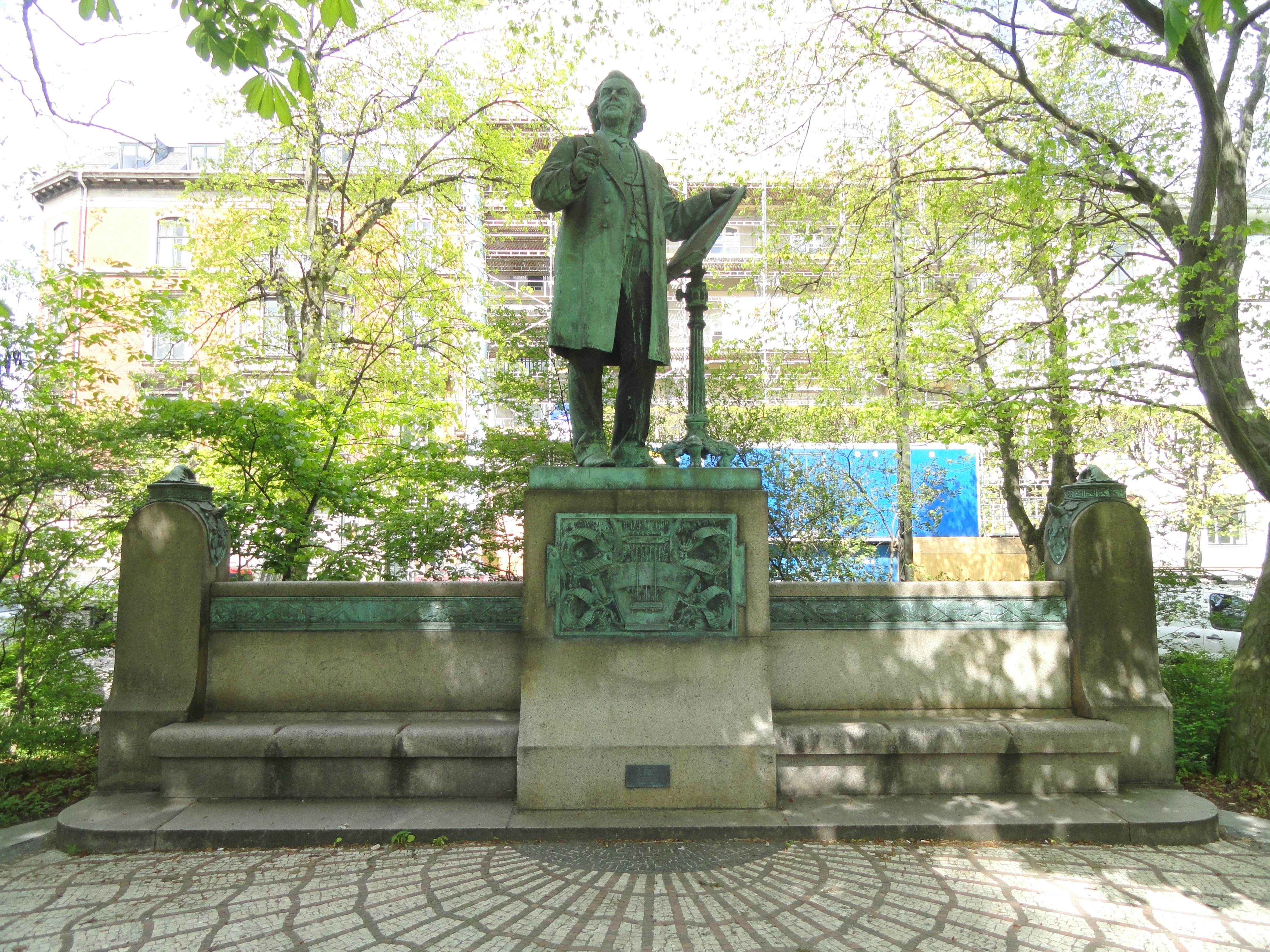
Standbeeld van Niels W. Gade aan de Østre Anlæg in Kopenhagen, gemaakt door Vilhelm Bissen in 1897.

## Oeuvre van Niels Gade
Een selectie:
- Kirken er som Himmerige, 1839
- ouverture Efterklange af Ossian (Echo's van Ossian) op. 1, 1840
- Symfonie nr. 1 op. 5 Paa Sjølunds fagre sletter, 1842
- Schotse ouverture I Højlandene (In de Hooglanden) op. 7, 1844
- strijkkwintet in e op. 8, 1845
- symfonie nr. 2 in E op. 10, 1843
- O du, der du die Liebe bist, 1846
- Comala op. 12, koorballade naar Ossian, 1846
- Symfonie nr. 3 in a op. 15, 1847
- Reiter-Leben op.16, 1848
- oktet voor strijkers in F op. 17, 1848
- 10 Aquarellen (piano solo) op. 19 , 1848-1849
- Vexelsang for chor og orchester (1850)
- Symfonie nr. 4 in Bes op. 20, 1851
- Frühlingsphantasie op. 23, koorballade, 1852
- symfonie nr. 5 in d op. 25, 1852
- Elverskud op. 30, koorballade, 1854
- symfonie nr. 6 in g op. 32, 1857
- Mindefest over Professor N.P.Nielsen, cantate, 1860
- ouverture Hamlet op. 37, 1861
- ouverture Michel Angelo op. 39, 1861
- Fantasiestücke für Clarinette und Pianoforte op. 43, 1864
- sextet voor strijkers in Es op. 44
- Symfonie nr. 7, op. 45, 1865
- symfonie nr. 8 in b, op. 47, 1871
- Kalanus op. 48, koorballade, 1869
- Zion op. 49, cantate 1874
- Korsfarerne (De Kruisvaarders) op. 50, koorballade, 1866
- En sommerdag paa landet op. 55, orkestsuite, 1879
- concert in d voor viool en orkest op. 56, 1880
- Psyche op. 60, cantate, 1882
- strijkkwartet in D op. 63, 1889
- Baldurs Drøm, koorballade, 1858 (postuum uitgegeven)
- Zie verder Oeuvre van Niels Gade